# Anthurium deflexum
Anthurium deflexum är en kallaväxtart som beskrevs av Adolf Engler. Anthurium deflexum ingår i släktet Anthurium och familjen kallaväxter. Inga underarter finns listade.